# Johann Georg Rosenhain

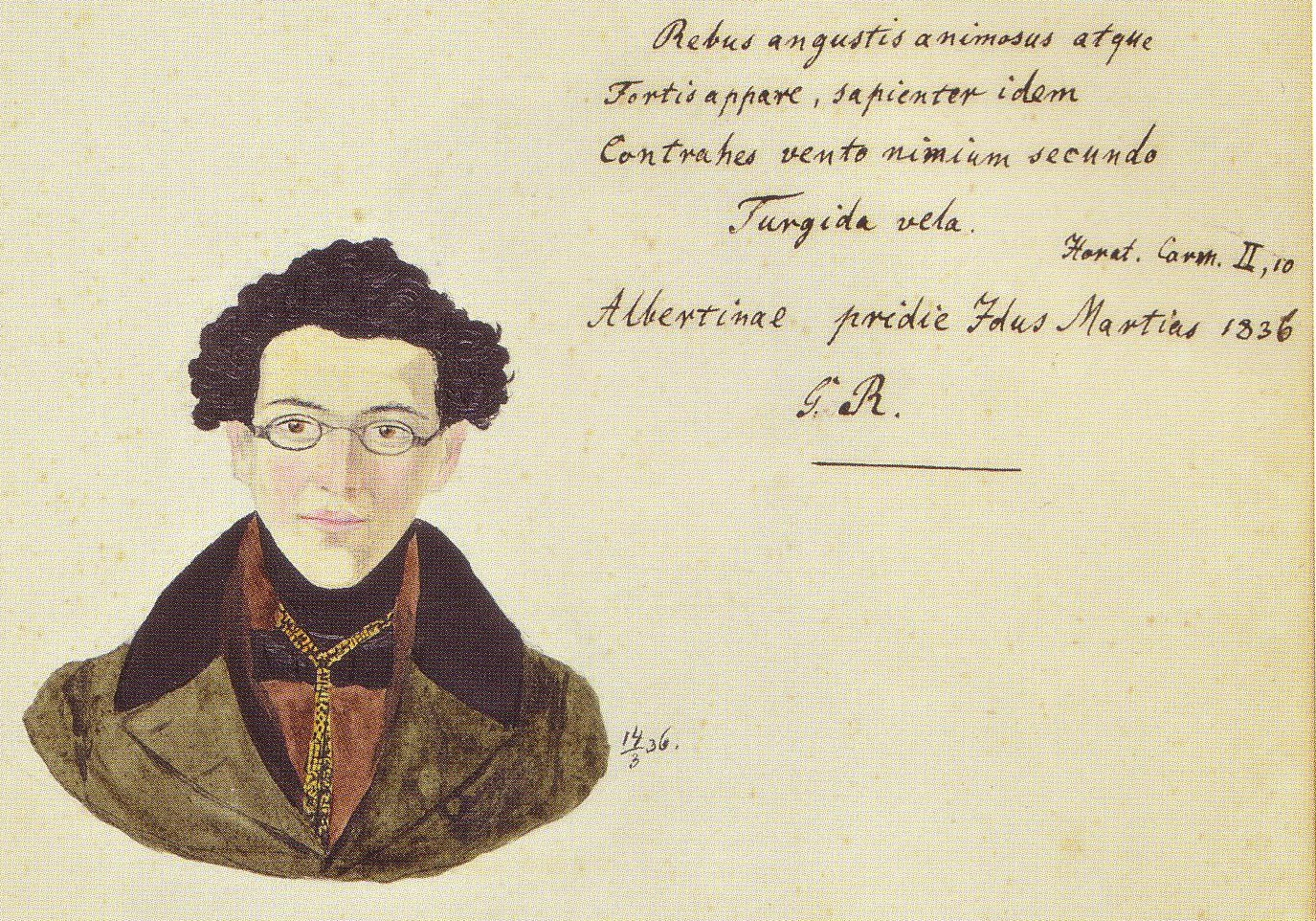
Johann Georg Rosenhain (1836)

Johann Georg Rosenhain (* 10. Juni 1816 in Königsberg i. Pr.; † 14. März 1887 in Berlin) war ein deutscher Mathematiker.

## Leben
Johann Georg Rosenhain stammte aus einer jüdischen Familie zu Königsberg (Eltern: Nathan und Röschen geb. Joseph). Nach dem Besuch des Collegium Fridericianum studierte er ab dem Sommersemester 1834 Mathematik an der Albertus-Universität Königsberg. Er hörte bei Carl Gustav Jacob Jacobi und Friedrich Julius Richelot. Noch während seiner Studentenzeit gab er einige Vorlesungen von Jacobi heraus, dessen Theorie der elliptischen Funktionen seine eigenen Arbeiten inspirierte. 1844 ging er an die Schlesische Friedrich-Wilhelms-Universität Breslau, an der er sich über die Abelschen Integrale habilitierte und als Privatdozent lehrte. Für seine Schrift wurde Rosenhain 1846 (1849 offiziell verkündet) von der Pariser Akademie der Wissenschaften ausgezeichnet. Nachdem er sich an der 1848er-Revolution beteiligt hatte, musste Rosenhain Breslau wohl verlassen und ging nach Wien, wo er sich 1851 erneut habilitierte. 1856 wurde er zum korrespondierenden Mitglied der Göttinger Akademie der Wissenschaften gewählt. 1857 kehrte er als a.o. Professor nach Königsberg zurück. Hierfür musste er allerdings in Hinblick auf seine politische Vergangenheit zunächst eine offizielle Erklärung abgeben, sich fortan nicht wieder demokratisch zu betätigen. 1859 wurde er zum korrespondierenden Mitglied der Preußischen Akademie der Wissenschaften gewählt.
Rosenhain galt auch als begabt in Sprachen und Musik; allerdings bemerkten einige Beobachter, dass er die hohen Erwartungen seiner jungen Jahre nicht erfüllte und nach seiner preisgekrönten Arbeit keine nennenswerten Beiträge mehr veröffentlichte. Er lehrte bis zum Wintersemester 1884/85 in Königsberg, wurde beurlaubt und ging nach Berlin, wo er kurz vor seinem 71. Geburtstag starb.

## Publikationen
- Exercitationes analyticae in theorema Abelanium de integralibus functionum algebraicarum. Pro Venia Legendi die XXIX. mensis Martii a, MDCCCXLIV. Publice defendet Joannes Georgius Rosenhain. Grass, Barth u. Co, Vratislaviae 1844 (Breslau, Univ., Phil. Habil.-Schrift 1844)
- Heinrich Weber (Hrsg.): Abhandlung über die Functionen zweier Variabler mit vier Perioden, welche die Inversen sind der ultra-elliptischen Integrale erster Klasse.Engelmann, Leipzig 1895 (Ostwald's Klassiker der exakten Wissenschaften 65)[5] Archive
- Mémoire sur les fonctions de deux variables, qui sont les inverses des intégrales ultra-elliptiques de la première classe. Nationale, Paris 1851[6]
- Carl Gustav Jacob Jacobi (Hrsg.): Vorlesungen über Zahlentheorie. Wintersemester 1836/37, Königsberg[7]. Rauner, Augsburg 2007 ISBN 3-936905-25-8